# Lamippe
Lamippe är ett släkte av kräftdjur som beskrevs av Arvid Sture Bruzelius 1858. Lamippe ingår i familjen Lamippidae.
Släktet innehåller bara arten Lamippe rubra.